# Selección de fútbol de Curazao
La selección de fútbol de Curazao es el equipo representativo de dicha isla en diversas competiciones deportivas oficiales. Está a cargo de la Federación de Fútbol de Curazao.
En julio de 2017, Curazao logró la posición 68° en la clasificación mundial de la FIFA, hasta ahora su mejor posición y siendo la 6.ª mejor selección de la Concacaf.

## Historia

### Primeros años
En 1909 el primer club de fútbol de las Antillas, el CVV Republic, fue fundado en Curazao. Los jóvenes que habían estudiado en los Países Bajos y se habían iniciado a la práctica del fútbol se unieron al club. En aquel momento no había campos de fútbol en Curazao y el primer partido entre el CVV Republic y un equipo de infantes de marina se llevó a cabo en el jardín de la iglesia de Santa Famia. Los frailes, que también dirigían las escuelas, jugaron un papel importante en las primeras etapas de desarrollo del fútbol, ya que propagaron el deporte y también organizaron voluntarios para preparar los primeros campos de fútbol ubicados en Skalo y Mundo Novo, comunidades ubicadas en la capital Willemstad.
En 1921 se creó la Federación de Fútbol de Curazao (Curacaose Voetbal Bond) y en agosto de ese año, se organizó el primer Campeonato de Curazao con ocho clubes participantes. El 6 de abril de 1924, Curazao disputó su primer partido ante su vecina de Aruba, encuentro que concluyó con una contundente victoria de los primeros por 4:0. En 1926 la selección de Curazao viajó a Haití donde disputó cuatro encuentros ante su similar haitiana entre el 24 de enero y el 14 de febrero de 1926. En 1932 Curazao se convirtió en federación afiliada a la FIFA. En 1941 el primer torneo de Copa CCCF tuvo lugar en San José. Curazao terminó tercero de la justa, detrás de Costa Rica y El Salvador.

### Años dorados
En mayo de 1946, con motivo del 25 aniversario de la fundación de la Federación de Fútbol de Curazao, se organizó un torneo internacional en Curazao. Los equipos visitantes fueron Aruba, Surinam, Junior de Colombia y el Feyenoord Rotterdam de los Países Bajos. Curazao se alzó con el torneo, ganando sus cuatro cotejos.
En julio de 1946, la selección nacional de Curazao viajó a los Países Bajos para reforzar el vínculo entre Curazao y la metrópoli. Durante su estadía de tres meses en suelo neerlandés, Curazao jugó 9 partidos contra equipos locales, entre los cuales se destaca un empate 3-3 cosechado ante el Feyenoord que aún se recuerda. Para la ocasión, el Estadio de Róterdam se llenó con más de 37.000 espectadores. El entonces joven portero de Curazao, Ergilio Hato, dejó una impresión duradera exhibiendo sus grandes dotes atléticas y poder de salto increíble. Hato, apodado la Pantera Negra, llegó a tener gran popularidad en las Antillas y se convirtió en la máxima figura de la selección de Curazao en los años '40 y '50.
El equipo participó bajo el nombre de Selección nacional del Territorio de Curazao en los Juegos Centroamericanos y del Caribe de 1946, certamen donde consiguió su mayor triunfo al golear, el 21 de diciembre de 1946, a Puerto Rico por 14:0. Curazao se hizo con la medalla de bronce en el torneo.
A partir de 1948, Curazao integró la selección de las Antillas Neerlandesas aunque retomó la denominación Curazao al disputar las ediciones de Copa CCCF de 1955 y 1957 (que organizó) alcanzando el subcampeonato en ambas.

### Curazao: selección potencia en la década del 50
Para la década del '50, Curazao contaba con una de las mejores selecciones de fútbol de la región, con buenos resultados en sus giras internacionales y cuya base formó la selección de Antillas Neerlandesas que conquistó la medalla de oro en los Juegos Centroamericanos y del Caribe de 1950 y 1962. Curazao tenía todas las herramientas para participar en una Copa del mundo, meta que no logró concretarse, ya que Curazao no estaba afiliada a la FIFA y por ende no pudo participar de las eliminatorias a los Mundiales de 1950 y 1954.

### Logros en los años 50 y 60
Curazao formando parte de la selección de Antillas Neerlandesas logró cierto protagonismo en la década del '50 al clasificarse a los Juegos Olímpicos de Helsinki 1952, siendo la primera selección del Caribe en participar en un torneo olímpico de fútbol y la única, junto con Cuba, en compartir ese honor. También se distinguió en la extinta Copa CCCF al alcanzar el subcampeonato en 1960, en los Juegos Panamericanos de Ciudad de México 1955 donde conquistó la medalla de bronce y sobre todo en los Juegos Centroamericanos y del Caribe donde llegó a ganar la medalla de oro en dos oportunidades (1950 y 1962).
Posteriormente, ya entrada la década del sesenta, fue dos veces tercera (1963 y 1969) de la Copa Concacaf, antecesora de la actual Copa de Oro de la Concacaf. En 1968, con el fin de mejorar el rendimiento de la selección, que nunca logró clasificar a la Copa Mundial de Fútbol, la NAVU llegó a un acuerdo con la Combined Counties Football League, una baja división del fútbol inglés, con el fin de incorporar a la selección dentro de la competición (sin posibilidad de ascenso ni descenso). Sin embargo, debido a los altos costos de trasladar a los jugadores y de establecer una cancha de fútbol en Holanda, la idea finalmente no fue concretada.

### Curazao en la actualidad
Tras la disolución de Antillas Neerlandesas como equipo, en octubre de 2010, Curazao se afilió en marzo de 2011 a la FIFA y es considerado por la misma como el heredero de las extintas Antillas Neerlandesas. El primer partido post-afiliación fue un amistoso en San Cristóbal contra la República Dominicana el 20 de agosto de 2011 con victoria de los dominicanos por 1:0.
Curazao fue eliminada tanto en la segunda ronda de las eliminatorias al Mundial de 2014 como en la primera ronda de la Copa del Caribe de 2012. Sin embargo, el 12 de octubre de 2014, tras derrotar a Guadalupe a domicilio por 1:0, Curazao consiguió una clasificación histórica a la fase final de la Copa del Caribe 2014, la primera desde la desaparición de las Antillas Neerlandesas.
Sin embargo su participación no fue buena perdiendo 3-2 sus dos primeros partidos ante Trinidad y Tobago y Cuba, para luego caer por goleada de 4-1 frente a la selección de la Guayana Francesa

### La era de Patrick Kluivert

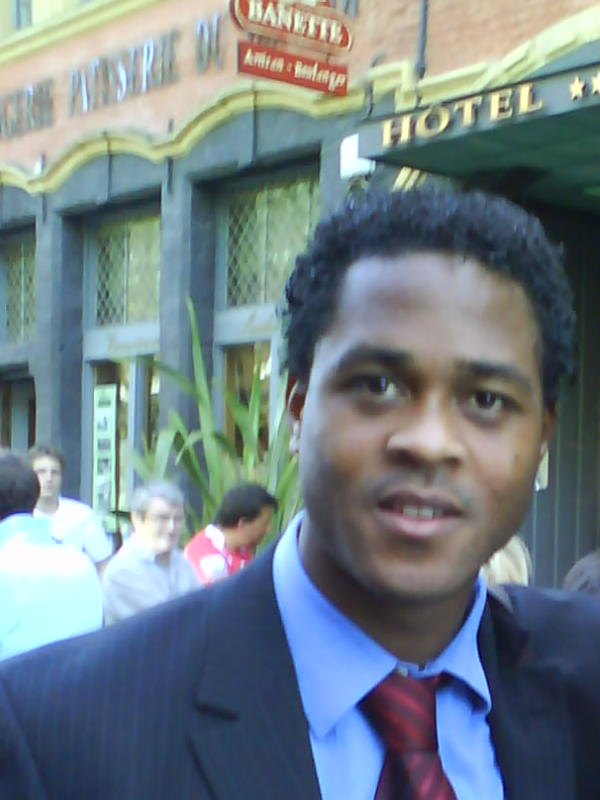
Patrick Kluivert

En 2015 es nombrado seleccionador el exjugador neerlandés Patrick Kluivert, iniciando el proceso para disputar la clasificación al Mundial de 2018. Desde ese entonces Kluivert llegaba a la isla nativa de su madre Lidwina Kluivert, para aportar toda su experiencia y conocimientos a la selección y comenzar un nuevo camino, convocando jugadores holandeses de ascendencia curazaleña que disputaban en ligas de alto nivel en Europa y el mundo. Gracias a ese proceso la selección consiguió grandes logros, entre ellos clasificarse a la Copa de Oro de la Concacaf 2017. Otro logro destacable fue eliminar a Cuba del Mundial de 2018, aunque luego caerían ente El Salvador por un global de 2-0 perdiendo 1-0 ambos partidos.

### La primera clasificación a la Copa Oro de la Concacaf como Curazao
El 22 de marzo de 2016 comienza el proceso de clasificación rumbo a la Copa de Oro de la Concacaf 2017, proceso comenzado por Patrick Kluivert, quien dirigió la mayoría de los partidos de la Copa del Caribe de 2016, en el primer partido la selección nacional caería derrotada en condición de visitante ante su similar de Barbados 1-0, a pesar de que el comienzo de este proceso fue con el pie izquierdo, la selección lograría compactar y ganar 3 partidos seguidos de la eliminatoria aun siendo dirigidos por Kluivert antes de que este se marchase al París Saint-Germain Football Club de Francia (fueron 2-1 ante República Dominicana, 5-2 ante Guyana) y su último partido como dirigente de la fragata Curazaleña, fue ante las Islas Vírgenes de los Estados Unidos, partido ganado con un contundente 7-0 y dejando a la selección nacional en la última fase de las eliminatorias.

#### Campeones del Caribe 2016 y Clasificación
En octubre del 2016 es llamado el neerlandés Remko Bicentini para tomar el mando y terminar de clasificar a Curazao a su primera Copa de Oro de la Concacaf, como selección independiente de las Antillas Neerlandesas. Finalmente tras vencer a Antigua y Barbuda por 3-0 como local y luego el 11 de octubre de 2016 en Bayamón, se hizo oficial su clasificación, derrotando a Puerto Rico 4-2 con goles de Rangelo Janga al minuto 69, Leandro Bacuna al minuto 85 y 120 del tiempo extra y Felitciano Zschusschen al minuto 97, haciendo que Curazao fuese campeón de la Copa del Caribe 2016.

#### Campeones del Caribe 2017
Tras aquel gran suceso, en junio de 2017, Curazao disputó la Copa del Caribe de 2017, jugada por las cuatro mejores selecciones de la Copa del Caribe del 2016. Curazao derrotó en su primer partido a Martinica por 2-1 comenzando con derrota con gol martiniqués por parte de Yoann Arquin en el minuto 17, y la remontada curazaleña por parte de Gevaro Nepomuceno y de Rangelo Janga. En la final ante Jamaica, Curazao anotó en el minuto 10 con gol de Elson Hooi, sin embargo tras el descuento de Jamaica en el minuto 82 de Rosario Harriott, Curazao logró desempatar tan sólo 2 minutos después, con otro gol de Hooi, alzándose campeón de la Copa del Caribe 2017 y por segunda vez consecutiva.
Luego participó en la Copa de Oro de la Concacaf 2017 tras obtener la Copa del Caribe en el mismo año ante Jamaica ganando por 2-1. En la Copa Oro fue ubicado en el Grupo C junto a El Salvador, Jamaica y México. Perdió sus tres partidos, ante los tres por 0-2, quedando penúltima en la tabla estadística, solo adelante de Guayana Francesa quien logró obtener un empate ante Honduras pero tras una alineación indebida, la Concacaf le quitó el punto y le dio a Honduras una victoria por 3-0.

## Últimos partidos y próximos encuentros
Actualizado al último partido jugado el 24 de junio de 2025
| Fecha      | Ciudad        | Local             | Resultado | Visitante         | Competición                     |
| ---------- | ------------- | ----------------- | --------- | ----------------- | ------------------------------- |
| 19-03-2025 | Antalya       | Kazajistán        | 2:0       | Curazao           | Partido amistoso                |
| 06-06-2025 | Willemstad    | Curazao           | 4:0       | Santa Lucía       | Clasificación Copa Mundial 2026 |
| 10-06-2025 | Oranjestad    | Haití             | 1:5       | Curazao           | Clasificación Copa Mundial 2026 |
| 17-06-2025 | San Diego     | El Salvador       | 0:0       | Curazao           | Copa Oro 2025                   |
| 21-06-2025 | Houston       | Curazao           | 1:1       | Canadá            | Copa Oro 2025                   |
| 24-06-2025 | San José      | Honduras          | 2:1       | Curazao           | Copa Oro 2025                   |
| -09-2025   | Puerto España | Trinidad y Tobago | -:-       | Curazao           | Clasificación Copa Mundial 2026 |
| -09-2025   | Willemstad    | Curazao           | -:-       | Bermudas          | Clasificación Copa Mundial 2026 |
| -10-2025   | Willemstad    | Curazao           | -:-       | Jamaica           | Clasificación Copa Mundial 2026 |
| -10-2025   | Willemstad    | Curazao           | -:-       | Trinidad y Tobago | Clasificación Copa Mundial 2026 |
| -11-2025   | Hamilton      | Bermudas          | -:-       | Curazao           | Clasificación Copa Mundial 2026 |
| -11-2025   | Kingston      | Jamaica           | -:-       | Curazao           | Clasificación Copa Mundial 2026 |

## Jugadores

### Última convocatoria
Lista de jugadores para disputar la Copa de Oro de la Concacaf 2025.
| No. | Pos. | Jugador             | Fecha de nacimiento (edad)         | Apa. | Goles | Club                |
| --- | ---- | ------------------- | ---------------------------------- | ---- | ----- | ------------------- |
| 1   | POR  | Eloy Room           | 6 de febrero de 1989 (36 años)     | 59   | 0     | Cercle Brugge       |
| 22  | POR  | Tyrick Bodak        | 15 de mayo de 2002 (23 años)       | 4    | 0     | Telstar             |
| 23  | POR  | Trevor Doornbusch   | 6 de julio de 1999 (25 años)       | 6    | 0     | VVV-Venlo           |
|     |      |                     |                                    |      |       |                     |
| 2   | DEF  | Cuco Martina        | 25 de septiembre de 1989 (35 años) | 66   | 1     | Victory Boys        |
| 3   | DEF  | Juriën Gaari        | 23 de diciembre de 1993 (31 años)  | 48   | 1     | Al-Hazem            |
| 4   | DEF  | Roshon van Eijma    | 9 de junio de 1998 (27 años)       | 17   | 0     | RKC Waalwijk        |
| 5   | DEF  | Sherel Floranus     | 23 de agosto de 1998 (26 años)     | 16   | 0     | PEC Zwolle          |
| 20  | DEF  | Joshua Brenet       | 20 de marzo de 1994 (31 años)      | 11   | 1     | Al-Rayyan           |
| 24  | DEF  | Tyrique Mercera     | 19 de diciembre de 2003 (21 años)  | 1    | 0     | Cambuur             |
|     |      |                     |                                    |      |       |                     |
| 6   | MED  | Godfried Roemeratoe | 19 de agosto de 1999 (25 años)     | 17   | 1     | RKC Waalwijk        |
| 7   | MED  | Juninho Bacuna      | 7 de agosto de 1997 (27 años)      | 38   | 12    | Al Wehda            |
| 8   | MED  | Livano Comenencia   | 3 de febrero de 2004 (21 años)     | 7    | 0     | Juventus Next Gen   |
| 10  | MED  | Leandro Bacuna      | 21 de agosto de 1991 (33 años)     | 60   | 15    | Groningen           |
| 15  | MED  | Ar'jany Martha      | 4 de septiembre de 2003 (21 años)  | 5    | 0     | Beerschot           |
| 21  | MED  | Kevin Felida        | 11 de noviembre de 1999 (25 años)  | 17   | 1     | RKC Waalwijk        |
|     |      |                     |                                    |      |       |                     |
| 9   | DEL  | Jürgen Locadia      | 7 de noviembre de 1993 (31 años)   | 4    | 1     | Intercity           |
| 11  | DEL  | Jeremy Antonisse    | 29 de marzo de 2002 (23 años)      | 15   | 2     | Moreirense          |
| 12  | DEL  | Rayvien Rosario     | 11 de agosto de 2004 (20 años)     | 2    | 0     | Excelsior Rotterdam |
| 13  | DEL  | Joshua Zimmerman    | 23 de mayo de 2001 (24 años)       | 10   | 1     | TOP Oss             |
| 14  | DEL  | Kenji Gorré         | 29 de septiembre de 1994 (30 años) | 29   | 4     | Umm Salal           |
| 16  | DEL  | Jearl Margaritha    | 10 de abril de 2000 (25 años)      | 12   | 5     | Phoenix Rising      |
| 17  | DEL  | Brandley Kuwas      | 19 de septiembre de 1992 (32 años) | 30   | 2     | Volendam            |
| 18  | DEL  | Rangelo Janga       | 16 de abril de 1992 (33 años)      | 42   | 21    | FC Eindhoven        |
| 19  | DEL  | Gervane Kastaneer   | 9 de junio de 1996 (29 años)       | 19   | 9     | Persib Bandung      |

## Registros Individuales

### Más participaciones en juegos oficiales y no oficiales

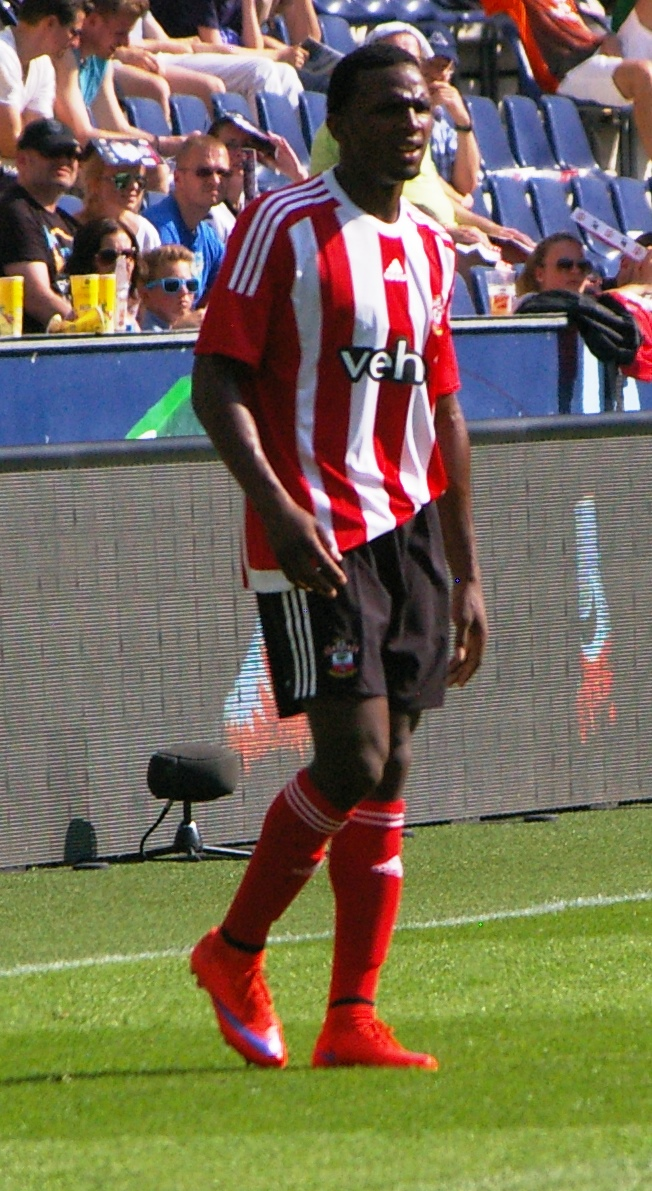
Cuco Martina, máximo futbolista curazoleño con 59 partidos con la selección

Actualizado al 11 de enero de 2023.
- En cursiva jugadores activos en la selección.

| #  | Jugador           | Periodo       | Partidos | Goles |
| -- | ----------------- | ------------- | -------- | ----- |
| 1  | Cuco Martina      | 2011-presente | 59       | 1     |
| 2  | Gevaro Nepomuceno | 2014-presente | 51       | 8     |
| 3  | Eloy Room         | 2015-presente | 45       | 0     |
| 4  | Leandro Bacuna    | 2016-presente | 44       | 14    |
| 5  | Shanon Carmelia   | 2008-presente | 39       | 2     |
| 6  | Elson Hooi        | 2015-presente | 36       | 10    |
| 7  | Darryl Lachman    | 2015-presente | 35       | 1     |
| 8  | Ergilio Hato      | 1944-1995     | 35       | 4     |
| 9  | Rangelo Janga     | 2016-presente | 30       | 14    |
| 10 | Gino van Kessel   | 2015-presente | 30       | 8     |
| 11 | Michaël Maria     | 2015-presente | 30       | 2     |

### Máximos goleadores en juegos oficiales y no oficiales

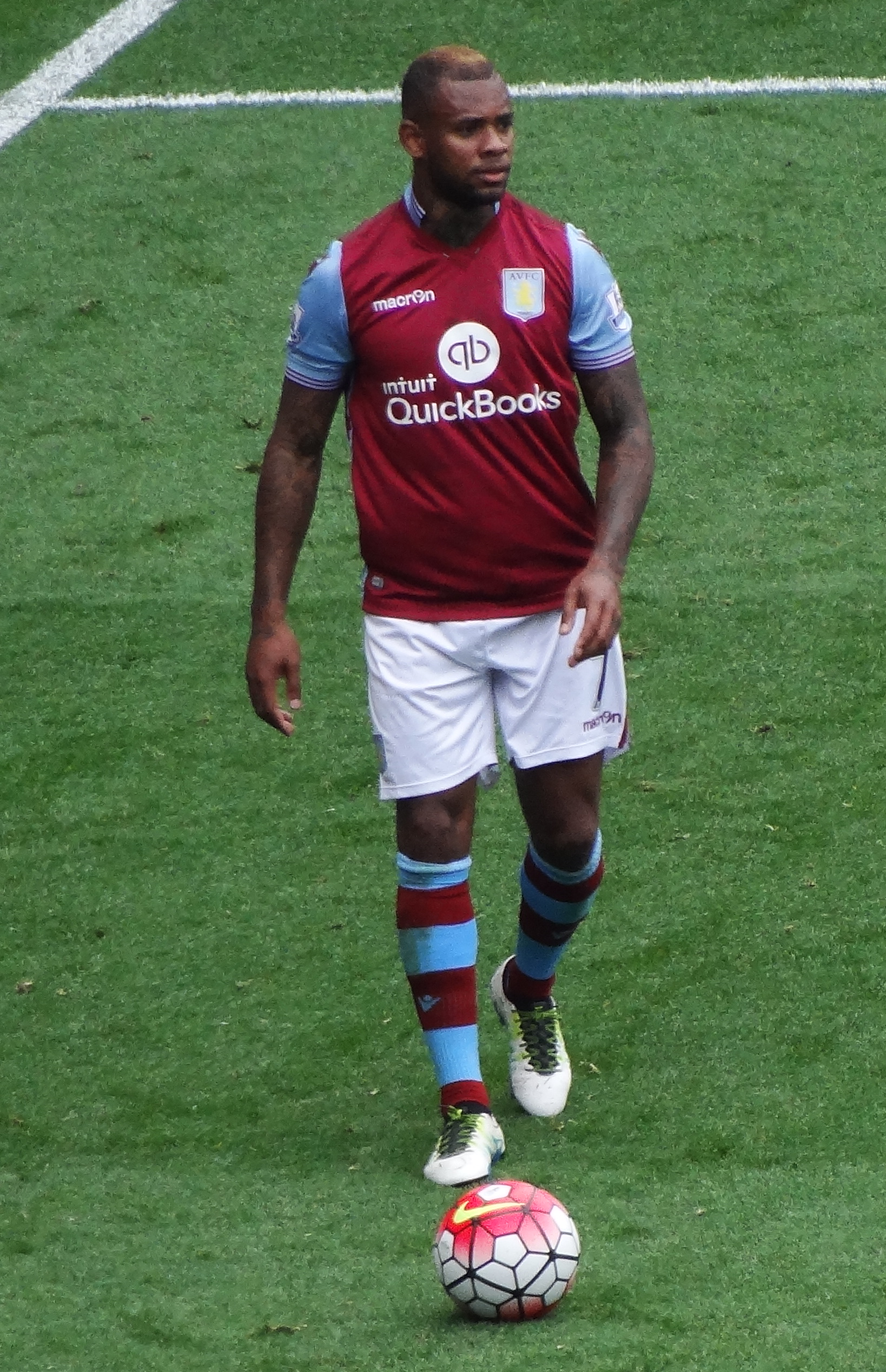
Leandro Bacuna, máximo goleador curazoleño de la selección con 14 anotaciones

Actualizado al 11 de enero de 2023.
- En cursiva jugadores activos en la selección.

| #  | Jugador                | Periodo       | Partidos | Goles |
| -- | ---------------------- | ------------- | -------- | ----- |
| 1  | Leandro Bacuna         | 2016-presente | 44       | 14    |
| 2  | Rangelo Janga          | 2016-presente | 30       | 14    |
| 3  | Elson Hooi             | 2015-presente | 36       | 10    |
| 4  | Felitciano Zschusschen | 2015-presente | 14       | 9     |
| 5  | Gino van Kessel        | 2015-presente | 30       | 8     |
| 6  | Gevaro Nepomuceno      | 2014-presente | 51       | 8     |
| 7  | Rocky Siberie          | 2011-2020     | 6        | 6     |
| 8  | Jurensley Martina      | 2011-presente | 8        | 6     |
| 9  | Mirco Colina           | 2011-2021     | 15       | 5     |
| 10 | Ergilio Hato           | 1944-1995     | 35       | 4     |

## Entrenadores
Como Selección de fútbol de Antillas Neerlandesas: (desde el 16 de diciembre de 1946 hasta el 18 de agosto de 2011)
- Pedro Celestino da Cunha (1955–1957)
- Wilhelm Canword (1973)
- Jan Zwartkruis (1978–1981)
- Rob Groener (1983-85)
- Wilhelm Canword (1988)
- Jan Zwartkruis (1992-1994)
- Etienne Siliee (1996)
- Henry Caldera (2000–2002)
- Pim Verbeek (2004–2005)
- Etienne Siliee (2005–2007)
- Leen Looyen (2007–2009)
- Remko Bicentini (2009–2010)

Como Selección de fútbol de Curazao: (desde el 18 de agosto de 2011 hasta el presente)
- Manuel Bilches (2011–2012)
- Ludwig Alberto (2012–2014)
- Igemar Pieternella (2014–Técnico Interino.)
- Etienne Siliee (2014–2015)
- Patrick Kluivert (2015–2016)
- Remko Bicentini (2016-2020)
- Guus Hiddink (2020-2021)
- Patrick Kluivert (2021-Técnico Interino.)
- Art Langeler (2022)
- Remko Bicentini (2022-2023)
- Dean Gorré (2023-Técnico Interino.)
- Dick Advocaat (2024-presente)

## Estadísticas

### Copa Mundial de Fútbol
| Copa Mundial de Fútbol     | Copa Mundial de Fútbol     | Copa Mundial de Fútbol     | Copa Mundial de Fútbol     | Copa Mundial de Fútbol     | Copa Mundial de Fútbol     | Copa Mundial de Fútbol     | Copa Mundial de Fútbol     |
| Año                        | Ronda                      | J                          | G                          | E                          | P                          | GF                         | GC                         |
| Como Territorio de Curazao | Como Territorio de Curazao | Como Territorio de Curazao | Como Territorio de Curazao | Como Territorio de Curazao | Como Territorio de Curazao | Como Territorio de Curazao | Como Territorio de Curazao |
| -------------------------- | -------------------------- | -------------------------- | -------------------------- | -------------------------- | -------------------------- | -------------------------- | -------------------------- |
| 1930 - 1958                | No participó               | No participó               | No participó               | No participó               | No participó               | No participó               | No participó               |
| Como Antillas Neerlandesas |                            |                            |                            |                            |                            |                            |                            |
| 1962 - 2010                | No clasificó               | No clasificó               | No clasificó               | No clasificó               | No clasificó               | No clasificó               | No clasificó               |
| Como Curazao               |                            |                            |                            |                            |                            |                            |                            |
| 2014                       | No clasificó               | No clasificó               | No clasificó               | No clasificó               | No clasificó               | No clasificó               | No clasificó               |
| 2018                       | No clasificó               | No clasificó               | No clasificó               | No clasificó               | No clasificó               | No clasificó               | No clasificó               |
| 2022                       | No clasificó               | No clasificó               | No clasificó               | No clasificó               | No clasificó               | No clasificó               | No clasificó               |
| 2026                       | Por disputarse             | Por disputarse             | Por disputarse             | Por disputarse             | Por disputarse             | Por disputarse             | Por disputarse             |
| 2030                       | Por disputarse             | Por disputarse             | Por disputarse             | Por disputarse             | Por disputarse             | Por disputarse             | Por disputarse             |
| 2034                       | Por disputarse             | Por disputarse             | Por disputarse             | Por disputarse             | Por disputarse             | Por disputarse             | Por disputarse             |
| Total                      | 0/22                       | -                          | -                          | -                          | -                          | -                          | -                          |

### Copa Oro de la Concacaf
| Copa Oro de la Concacaf    | Copa Oro de la Concacaf    | Copa Oro de la Concacaf    | Copa Oro de la Concacaf    | Copa Oro de la Concacaf    | Copa Oro de la Concacaf    | Copa Oro de la Concacaf    | Copa Oro de la Concacaf    |
| Año                        | Ronda                      | J                          | G                          | E                          | P                          | GF                         | GC                         |
| Como Antillas Neerlandesas | Como Antillas Neerlandesas | Como Antillas Neerlandesas | Como Antillas Neerlandesas | Como Antillas Neerlandesas | Como Antillas Neerlandesas | Como Antillas Neerlandesas | Como Antillas Neerlandesas |
| -------------------------- | -------------------------- | -------------------------- | -------------------------- | -------------------------- | -------------------------- | -------------------------- | -------------------------- |
| 1963                       | Tercer lugar               | 6                          | 3                          | 0                          | 3                          | 10                         | 8                          |
| 1965                       | Quinto lugar               | 5                          | 0                          | 2                          | 3                          | 4                          | 16                         |
| 1967                       | No clasificó               | No clasificó               | No clasificó               | No clasificó               | No clasificó               | No clasificó               | No clasificó               |
| 1969                       | Tercer lugar               | 5                          | 2                          | 1                          | 2                          | 9                          | 12                         |
| 1971                       | Se retiró                  | Se retiró                  | Se retiró                  | Se retiró                  | Se retiró                  | Se retiró                  | Se retiró                  |
| 1973                       | Sexto lugar                | 5                          | 0                          | 2                          | 3                          | 4                          | 19                         |
| 1977                       | No clasificó               | No clasificó               | No clasificó               | No clasificó               | No clasificó               | No clasificó               | No clasificó               |
| 1981                       | No clasificó               | No clasificó               | No clasificó               | No clasificó               | No clasificó               | No clasificó               | No clasificó               |
| 1985                       | No clasificó               | No clasificó               | No clasificó               | No clasificó               | No clasificó               | No clasificó               | No clasificó               |
| 1989                       | No clasificó               | No clasificó               | No clasificó               | No clasificó               | No clasificó               | No clasificó               | No clasificó               |
| 1991                       | No clasificó               | No clasificó               | No clasificó               | No clasificó               | No clasificó               | No clasificó               | No clasificó               |
| 1993                       | No participó               | No participó               | No participó               | No participó               | No participó               | No participó               | No participó               |
| 1996                       | No clasificó               | No clasificó               | No clasificó               | No clasificó               | No clasificó               | No clasificó               | No clasificó               |
| 1998                       | No clasificó               | No clasificó               | No clasificó               | No clasificó               | No clasificó               | No clasificó               | No clasificó               |
| 2000                       | No clasificó               | No clasificó               | No clasificó               | No clasificó               | No clasificó               | No clasificó               | No clasificó               |
| 2002                       | No participó               | No participó               | No participó               | No participó               | No participó               | No participó               | No participó               |
| 2003                       | No clasificó               | No clasificó               | No clasificó               | No clasificó               | No clasificó               | No clasificó               | No clasificó               |
| 2005                       | No participó               | No participó               | No participó               | No participó               | No participó               | No participó               | No participó               |
| 2007                       | No clasificó               | No clasificó               | No clasificó               | No clasificó               | No clasificó               | No clasificó               | No clasificó               |
| 2009                       | No clasificó               | No clasificó               | No clasificó               | No clasificó               | No clasificó               | No clasificó               | No clasificó               |
| 2011                       | No clasificó               | No clasificó               | No clasificó               | No clasificó               | No clasificó               | No clasificó               | No clasificó               |
| Como Curazao               |                            |                            |                            |                            |                            |                            |                            |
| 2013                       | No clasificó               | No clasificó               | No clasificó               | No clasificó               | No clasificó               | No clasificó               | No clasificó               |
| 2015                       | No clasificó               | No clasificó               | No clasificó               | No clasificó               | No clasificó               | No clasificó               | No clasificó               |
| 2017                       | Fase de grupos             | 3                          | 0                          | 0                          | 3                          | 0                          | 6                          |
| 2019                       | Cuartos de final           | 4                          | 1                          | 1                          | 2                          | 2                          | 3                          |
| 2021                       | Descalificado              | Descalificado              | Descalificado              | Descalificado              | Descalificado              | Descalificado              | Descalificado              |
| 2023                       | No clasificó               | No clasificó               | No clasificó               | No clasificó               | No clasificó               | No clasificó               | No clasificó               |
| 2025                       | Fase de grupos             | 3                          | 0                          | 2                          | 1                          | 2                          | 3                          |
| Total                      | 7/28                       | 31                         | 6                          | 8                          | 17                         | 31                         | 67                         |

### Liga de Naciones de la Concacaf
| Liga de Naciones de la Concacaf | Liga de Naciones de la Concacaf | Liga de Naciones de la Concacaf | Liga de Naciones de la Concacaf | Liga de Naciones de la Concacaf | Liga de Naciones de la Concacaf | Liga de Naciones de la Concacaf | Liga de Naciones de la Concacaf | Liga de Naciones de la Concacaf | Liga de Naciones de la Concacaf |
| Año                             | L                               | G                               | Ronda                           | J                               | G                               | E                               | P                               | GF                              | GC                              |
| ------------------------------- | ------------------------------- | ------------------------------- | ------------------------------- | ------------------------------- | ------------------------------- | ------------------------------- | ------------------------------- | ------------------------------- | ------------------------------- |
| 2019-20                         | A                               | D                               | Tercer lugar                    | 4                               | 1                               | 2                               | 1                               | 3                               | 3                               |
| 2022-23                         | A                               | C                               | Tercer lugar                    | 4                               | 1                               | 0                               | 3                               | 2                               | 8                               |
| 2023-24                         | A                               | A                               | Quinto lugar                    | 4                               | 1                               | 0                               | 3                               | 2                               | 6                               |
| 2024-25                         | B                               | B                               | Primer lugar                    | 6                               | 4                               | 1                               | 1                               | 15                              | 3                               |
| Total                           | Total                           | Total                           | 4/4                             | 18                              | 7                               | 3                               | 8                               | 22                              | 20                              |

### Copa CCCF
| Copa CCCF                  | Copa CCCF                  | Copa CCCF                  | Copa CCCF                  | Copa CCCF                  | Copa CCCF                  | Copa CCCF                  | Copa CCCF                  |
| Año                        | Ronda                      | J                          | G                          | E                          | P                          | GF                         | GC                         |
| Como Territorio de Curazao | Como Territorio de Curazao | Como Territorio de Curazao | Como Territorio de Curazao | Como Territorio de Curazao | Como Territorio de Curazao | Como Territorio de Curazao | Como Territorio de Curazao |
| -------------------------- | -------------------------- | -------------------------- | -------------------------- | -------------------------- | -------------------------- | -------------------------- | -------------------------- |
| 1941                       | Tercer lugar               | 4                          | 1                          | 2                          | 1                          | 16                         | 12                         |
| 1943                       | No participó               | No participó               | No participó               | No participó               | No participó               | No participó               | No participó               |
| 1946                       | No participó               | No participó               | No participó               | No participó               | No participó               | No participó               | No participó               |
| Como Antillas Neerlandesas |                            |                            |                            |                            |                            |                            |                            |
| 1948                       | Cuarto lugar               | 8                          | 2                          | 2                          | 4                          | 14                         | 16                         |
| 1951                       | No participó               | No participó               | No participó               | No participó               | No participó               | No participó               | No participó               |
| 1953                       | Cuarto lugar               | 6                          | 2                          | 2                          | 2                          | 17                         | 9                          |
| 1955                       | Subcampeón                 | 6                          | 4                          | 0                          | 2                          | 11                         | 7                          |
| 1957                       | Subcampeón                 | 4                          | 2                          | 1                          | 1                          | 7                          | 4                          |
| 1960                       | Subcampeón                 | 4                          | 2                          | 2                          | 0                          | 9                          | 7                          |
| 1961                       | Primera ronda              | 3                          | 1                          | 1                          | 1                          | 4                          | 5                          |
| Total                      | 7/10                       | 35                         | 14                         | 10                         | 11                         | 78                         | 60                         |

## Torneos regionales de la CFU

### Copa de Naciones de la CFU
| Copa de Naciones de la CFU | Copa de Naciones de la CFU | Copa de Naciones de la CFU | Copa de Naciones de la CFU | Copa de Naciones de la CFU | Copa de Naciones de la CFU | Copa de Naciones de la CFU | Copa de Naciones de la CFU |
| Año                        | Ronda                      | J                          | G                          | E                          | P                          | GF                         | GC                         |
| Como Antillas Neerlandesas | Como Antillas Neerlandesas | Como Antillas Neerlandesas | Como Antillas Neerlandesas | Como Antillas Neerlandesas | Como Antillas Neerlandesas | Como Antillas Neerlandesas | Como Antillas Neerlandesas |
| -------------------------- | -------------------------- | -------------------------- | -------------------------- | -------------------------- | -------------------------- | -------------------------- | -------------------------- |
| 1978                       | No clasificó               | No clasificó               | No clasificó               | No clasificó               | No clasificó               | No clasificó               | No clasificó               |
| 1979                       | No participó               | No participó               | No participó               | No participó               | No participó               | No participó               | No participó               |
| 1981                       | No participó               | No participó               | No participó               | No participó               | No participó               | No participó               | No participó               |
| 1983                       | No clasificó               | No clasificó               | No clasificó               | No clasificó               | No clasificó               | No clasificó               | No clasificó               |
| 1985                       | No participó               | No participó               | No participó               | No participó               | No participó               | No participó               | No participó               |
| 1988                       | No participó               | No participó               | No participó               | No participó               | No participó               | No participó               | No participó               |
| Total                      | 0/6                        | -                          | -                          | -                          | -                          | -                          | -                          |

### Copa del Caribe
| Copa del Caribe            | Copa del Caribe            | Copa del Caribe            | Copa del Caribe            | Copa del Caribe            | Copa del Caribe            | Copa del Caribe            | Copa del Caribe            |
| Año                        | Ronda                      | J                          | G                          | E                          | P                          | GF                         | GC                         |
| Como Antillas Neerlandesas | Como Antillas Neerlandesas | Como Antillas Neerlandesas | Como Antillas Neerlandesas | Como Antillas Neerlandesas | Como Antillas Neerlandesas | Como Antillas Neerlandesas | Como Antillas Neerlandesas |
| -------------------------- | -------------------------- | -------------------------- | -------------------------- | -------------------------- | -------------------------- | -------------------------- | -------------------------- |
| 1989                       | Fase de grupos             | 2                          | 0                          | 2                          | 0                          | 2                          | 2                          |
| 1990                       | No clasificó               | No clasificó               | No clasificó               | No clasificó               | No clasificó               | No clasificó               | No clasificó               |
| 1991                       | No clasificó               | No clasificó               | No clasificó               | No clasificó               | No clasificó               | No clasificó               | No clasificó               |
| 1992                       | No clasificó               | No clasificó               | No clasificó               | No clasificó               | No clasificó               | No clasificó               | No clasificó               |
| 1993                       | No participó               | No participó               | No participó               | No participó               | No participó               | No participó               | No participó               |
| 1994                       | No participó               | No participó               | No participó               | No participó               | No participó               | No participó               | No participó               |
| 1995                       | No clasificó               | No clasificó               | No clasificó               | No clasificó               | No clasificó               | No clasificó               | No clasificó               |
| 1996                       | No clasificó               | No clasificó               | No clasificó               | No clasificó               | No clasificó               | No clasificó               | No clasificó               |
| 1997                       | No clasificó               | No clasificó               | No clasificó               | No clasificó               | No clasificó               | No clasificó               | No clasificó               |
| 1998                       | Fase de grupos             | 3                          | 0                          | 0                          | 3                          | 2                          | 9                          |
| 1999                       | No clasificó               | No clasificó               | No clasificó               | No clasificó               | No clasificó               | No clasificó               | No clasificó               |
| 2001                       | No participó               | No participó               | No participó               | No participó               | No participó               | No participó               | No participó               |
| 2005                       | No participó               | No participó               | No participó               | No participó               | No participó               | No participó               | No participó               |
| 2007                       | No clasificó               | No clasificó               | No clasificó               | No clasificó               | No clasificó               | No clasificó               | No clasificó               |
| 2008                       | No clasificó               | No clasificó               | No clasificó               | No clasificó               | No clasificó               | No clasificó               | No clasificó               |
| 2010                       | No clasificó               | No clasificó               | No clasificó               | No clasificó               | No clasificó               | No clasificó               | No clasificó               |
| Como Curazao               |                            |                            |                            |                            |                            |                            |                            |
| 2012                       | No clasificó               | No clasificó               | No clasificó               | No clasificó               | No clasificó               | No clasificó               | No clasificó               |
| 2014                       | Fase de grupos             | 3                          | 0                          | 0                          | 3                          | 5                          | 10                         |
| 2016                       | Campeón                    | 2                          | 2                          | 0                          | 0                          | 4                          | 2                          |
| Total                      | 4/19                       | 10                         | 2                          | 2                          | 6                          | 13                         | 23                         |

#### Torneo ABCS
| Torneo ABCS | Torneo ABCS  | Torneo ABCS | Torneo ABCS | Torneo ABCS | Torneo ABCS | Torneo ABCS | Torneo ABCS |
| Año         | Ronda        | J           | G           | E           | P           | GF          | GC          |
| ----------- | ------------ | ----------- | ----------- | ----------- | ----------- | ----------- | ----------- |
| 2010        | Subcampeón   | 2           | 1           | 1           | 0           | 5           | 2           |
| 2011        | Cuarto lugar | 2           | 0           | 0           | 2           | 1           | 5           |
| 2012        | Tercer lugar | 2           | 1           | 0           | 1           | 11          | 5           |
| 2013        | Subcampeón   | 2           | 1           | 0           | 1           | 3           | 3           |
| 2015        | Tercer lugar | 2           | 1           | 1           | 0           | 4           | 1           |
| 2021        | Campeón      | 2           | 2           | 0           | 0           | 8           | 1           |
| 2022        | Campeón      | 2           | 0           | 2           | 0           | 4           | 4           |
| Total       | 7/7          | 14          | 6           | 4           | 4           | 36          | 21          |

## Palmarés

### Títulos oficiales
Confederativos
- Copa Oro de la Concacaf
  - Tercer lugar (2): 1963* y 1969.*
- Copa CCCF
  - Subcampeón (3): 1955, 1957 y 1960.*
  - Tercer lugar (1): 1941.

### Títulos no oficiales
Regionales
- Copa del Caribe
  - Campeón (1): 2017.
- Juegos Centroamericanos y del Caribe
  - Tercer lugar (1): 1946.

Amistosos
- Torneo ABCS
  - Campeón (2): 2021 y 2022.
  - Subcampeón (2): 2010 y 2013.
  - Tercer lugar (2): 2012 y 2015.
- King's Cup
  - Campeón (1): 2019.
- Torneo de Cuatro Naciones
  - Campeón (1): 1944.

(*) La selección de Curazao asumió el puesto e historial de la selección de Antillas Neerlandesas dentro de la FIFA en marzo de 2011.